# Publi Valeri Flac (ambaixador)
Publi Valeri Flac (en llatí Publius Valerius Flaccus) va ser un militar romà enviat l'any 218 aC juntament amb Quint Bebi Tàmfil com ambaixador a Hispània per desaconsellar a Hanníbal l'atac a Sagunt i després va anar a Cartago per anunciar les intencions dels romans si Hanníbal feia la conquesta de la ciutat.
El 215 aC va dirigir com a llegat un destacament de les tropes del cònsol Marc Claudi Marcel a Nola, i es va distingir en la batalla contra Hanníbal.
Poc després apareix dirigint un esquadró romà de 25 vaixells a la costa de Calàbria (moderna Pulla) on va interceptar l'ambaixada enviada per Hanníbal al rei Filip V de Macedònia i es va apoderar de les cartes i documents que portaven els ambaixadors. La seva flota va ser augmentada per protegir les costes d'Itàlia i per actuar contra Macedònia.
Durant el setge de Càpua, quan Hanníbal va atacar Roma, va aconsellar no retirar totes les forces que assetjaven la capital de Campània, i així es va fer, cosa que va ser un encert.